# 科雷特內 (車尼夫契州)
48°20′1″N 25°22′31″E / 48.33361°N 25.37528°E

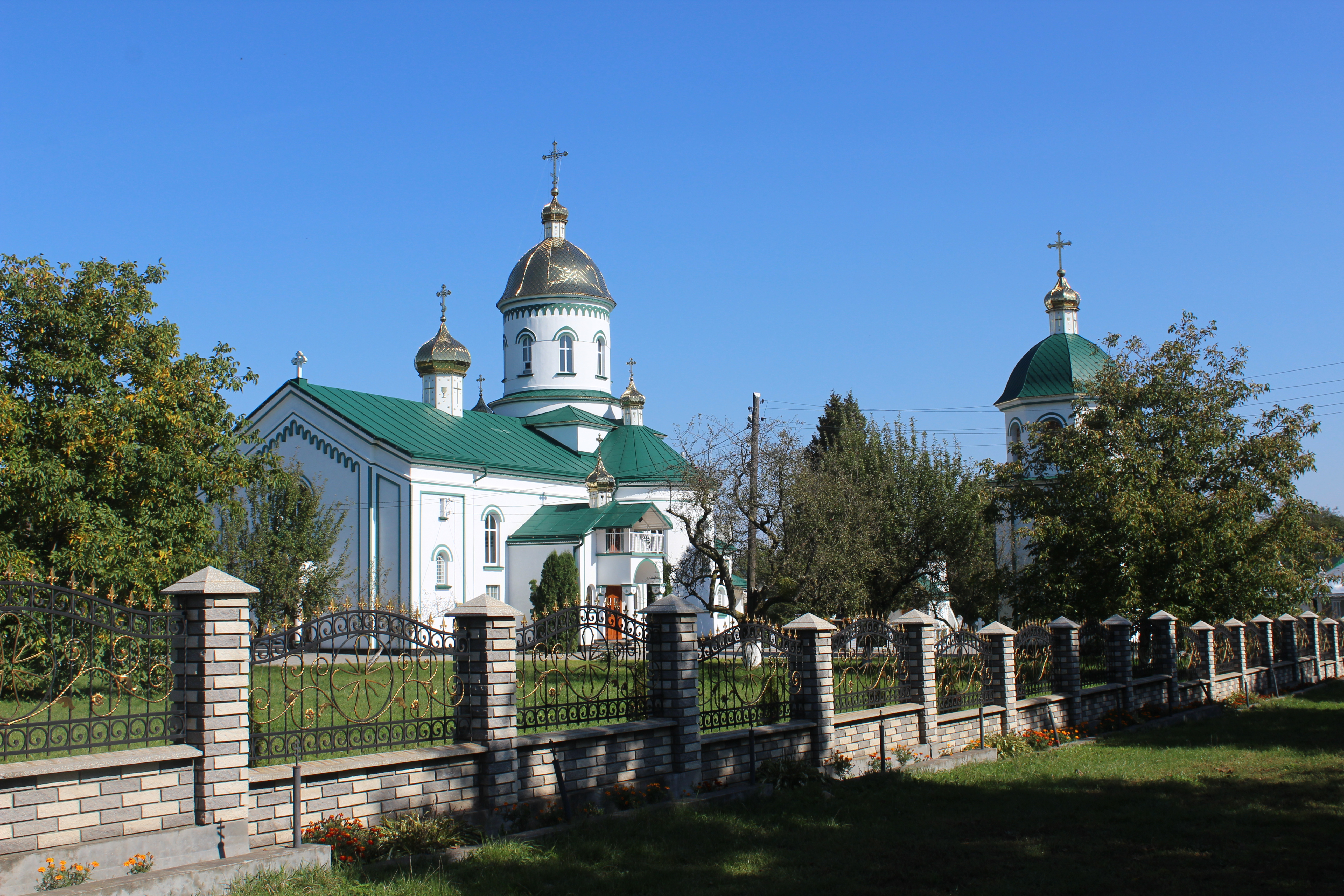
教堂

科雷特內（羅馬化：Korytne）是位於烏克蘭西部的村莊，由切爾諾夫策州維日尼察區的巴尼利夫市鎮負責管轄。該村始建於1433年，面積30.47平方公里，海拔高度271米，人口2,310。